# John Ruggie
John Ruggie (Graz, 18 de octubre de 1944-16 de septiembre de 2021) fue un politólogo y catedrático austriaco nacionalizado estadounidense, profesor Berthold Beitz en Derechos Humanos y de Asuntos Internacionales en la Escuela Kennedy de Gobierno y profesor afiliado en Estudios Legales Internacionales en la Facultad de Derecho de Harvard. Ha sido decano de la Facultad de la Universidad de Columbia de Asuntos Internacionales y Públicos, donde enseñó durante muchos años. También ha sido profesor en la Universidad de Berkeley en California y las escuelas de San Diego y ha dirigido para todo el sistema UC Instituto sobre Conflictos y Cooperación Global. Se desempeñó dos veces como alto funcionario de las Naciones Unidas. Fue el autor de los Principios Rectores sobre las Empresas y los Derechos Humanos de las Naciones Unidas, aprobados en 2011 por el Consejo de Derechos Humanos de las Naciones Unidas.

## Vida personal
Nació en Graz, Austria, hijo de Josef y Margaret Ruggie, y se crio en Toronto, Canadá, y se mudó a los Estados Unidos en 1967 para asistir a la escuela de posgrado. Se casó con María Zacharuk en 1965, con quien tuvo un hijo.

## Educación
Obtuvo un BA en la política e historia de la Universidad McMaster en Canadá, un doctorado en Ciencias Políticas de la Universidad de California en Berkeley. Doctor en Leyes (Honoris Causa) de McMaster, y Doctor en Letras (honoris causa) de la Universidad de Waterloo.

## Trayectoria profesional

### Labor académica
Ruggie es ampliamente considerado como uno de los más influyentes científicos políticos de su generación. Por ejemplo, introdujo los conceptos de los regímenes internacionales y las comunidades epistémicas en el campo de las relaciones internacionales, introdujo una adaptación del término de Karl Polanyi, de "liberalismo integrado" para explicar el sistema después de la Segunda Guerra Mundial y la economía internacional entre los estados capitalistas occidentales, es un importante contribuyente a la aparición del enfoque constructivista a la teorización de relaciones internacionales, que toma en serio el papel de las normas, ideas e identidades, junto con otros factores en la determinación de los resultados internacionales. Una encuesta realizada por la revista Foreign Policy lo ha nombrado como uno de los 25 más influyentes estudiosos de relaciones internacionales en Estados Unidos y Canadá.

### Naciones Unidas
De 1997 a 2001, fue asistente consejero y director de planificación estratégica de las Naciones Unidas del Secretario General Kofi Annan. Sus responsabilidades incluyeron establecer y supervisar el Pacto Mundial de las Naciones Unidas, la iniciativa de ciudadanía corporativa más grande del mundo, proponer y obtener la aprobación de la Asamblea General de la ONU de los Objetivos de Desarrollo del Milenio, la gestión de las relaciones de la ONU con Washington, y en general contribuir a la renovación institucional de la ONU, por lo que Annan y las Naciones Unidas en su conjunto fueron galardonados con el Premio Nobel de la Paz en 2001.

### Empresas y Derechos Humanos
Desde 2005 hasta 2011 fue representante Especial del Secretario General de las Naciones Unidas para los Derechos Humanos y Empresa. En esa condición, produjo los Principios Rectores sobre las Empresas y los Derechos Humanos de las Naciones Unidas. Este instrumento fue "aprobado" por unanimidad por el Consejo de Derechos Humanos de la ONU. También se incorporaron en un nuevo capítulo de derechos humanos en las Directrices de la OCDE para Empresas Multinacionales, ISO 26000, la nueva Política de Sostenibilidad de la Corporación Financiera Internacional y la nueva estrategia de Responsabilidad Social Corporativa de la Unión Europea, sus disposiciones fundamentales sobre la responsabilidad empresarial de respetar los derechos humanos . Los Principios Rectores también disfrutan de un fuerte apoyo de empresas internacionales y organizaciones de la sociedad civil. Como resultado, la comunidad internacional ha llegado a una convergencia sin precedentes en estándares normativos de la conducta de las corporaciones de derechos humanos, y el foco se traslada ahora a la implementación. 
Ruggie ha publicado un libro sobre la base de esta experiencia, titulado Just Business : Multinaational Corporations and Human Rights (WW Norton, 2013). Kofi Annan, dijo al respecto: «Negocios y problemas de derechos humanos se convirtieron permanentemente en la agenda política mundial hace veinte años, sin embargo, no existe un marco universalmente aceptado para tratar o reducir los daños los derechos humanos en la empresa John Ruggie aceptó el desafío.. para llenar ese vacío y ha logrado mucho en un corto espacio de tiempo. es muy fácil cuando se mira en los problemas aparentemente insolubles de creer que nada se puede hacer, o que solo los gobiernos o líderes políticos pueden actuar. JUST BUSUINESS nos muestra lo contrario y destaca cómo todos los sectores de la sociedad deben desempeñar su papel para lograr resultados que beneficien a todos.» Paul Polman, CEO de Unilver, agregó: «Una clase magistral cierta en hacer posible lo imposible.»

## Premios y reconocimientos
Fue miembro de la Academia Estadounidense de las Artes y las Ciencias, Ruggie recibió el Premio Académico Distinguido de la Asociación de Estudios Internacionales y el Premio American Political Science Association Hubert Humphrey por su destacado servicio público por un politólogo. Es también receptor de la prestigiosa beca Guggenheim.